# Coua caerulea
La cúa azul (Coua caerulea) es una especie de ave cuculiforme de la familia Cuculidae.
Es endémica de Madagascar, isla en la que se distribuye por las selvas del noroeste y del este. No tiene descritas subespecies.